# Jason Isringhausen

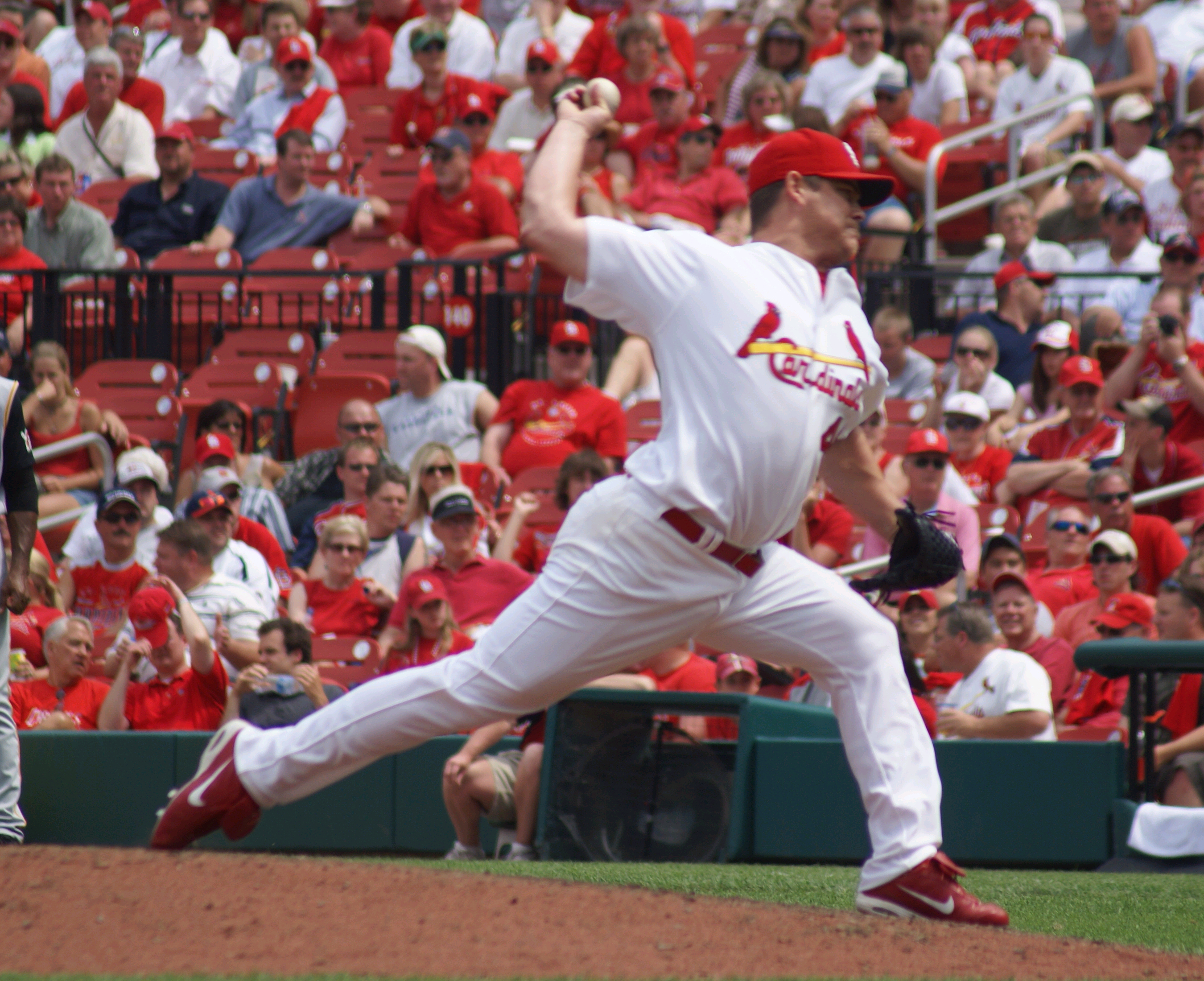
Jason Isringhausen in actie als honkballer

Jason Derik Isringhausen (Brighton (Illinois), 7 september 1972) is een Amerikaanse honkballer die van 1995 tot 2012 uitkwam in de Major League.
Isringhausen is een rechtshandige werper en kwam van 2002 tot 2008 uit voor de St. Louis Cardinals. Hij begon zijn loopbaan bij de New York Mets als startend werper in het midden van de jaren negentig en kwam aanvankelijk door ziekte en blessures geplaagd niet door de Minor League heen. Pas in 1995 begon hij gezond aan een speelseizoen. In 2000 speelde hij een heel seizoen als afsluitend werper voor de Cardinals en ook in de jaren erna speelde hij in de hoofdmacht tot hij aan het eind van 2006 weer last kreeg van blessures. In 2007 speelde hij nog een goed seizoen maar op 10 mei 2008 maakte de club bekend dat zijn vaste plaats in de hoofdmacht was vervallen.